# Csúcs-hegyi Cserepes-barlang
A Csúcs-hegyi Cserepes-barlang a Duna–Ipoly Nemzeti Parkban lévő Pilis hegységben, a Csúcs-hegyen található egyik barlang. Régészeti leletek kerültek elő belőle.

## Leírás
Csobánka szélén, erdőben, a Csúcs-hegy északnyugati részén elhelyezkedő sziklacsoportban, hegyoldalban, sziklafal alján van bejárata. A település szélén, ahol a Kevély-nyereg felé tartó piros sáv jelzésű turistaút letér az aszfaltútról, ott kell lejtőirányba felfelé kanyarodni és akkor lehet eljutni ahhoz a sziklakiszögelléshez, amelynek déli szegletében található a barlang. A 6 méter hosszú, 6 méter függőleges kiterjedésű barlang kőfülkeszerű, tág előteréből lejtős, kényelmesen járható üreg kezdődik. Gömbfülkék és gömbüstök tagolják a falakat.
Régészeti lelőhely azonosító száma 59468.
Előfordul az irodalomban Cserepes barlang (Kucsera 1993), Csontos-barlang (Kárpát 1991) és Csúcs-hegyi Csontos-barlang (Kraus 1997) neveken is. 1997-ben volt először Csúcs-hegyi Cserepes-barlangnak nevezve a barlang az irodalmában. Van egy másik Csontos-barlang is Csobánkán, amely a Pénzes-Csontos-barlang része.

## Kutatástörténet
Az 1984-ben napvilágot látott Magyarország barlangjai című könyv országos barlanglistájában szó van egy Csontos-barlangról a Pilis hegység barlangjai között, amely a Pénzes-Csontos-barlang része. 1987-ben fedezte fel a Csúcs-hegyi Cserepes-barlangot az Aragonit Barlangkutató és Természetbarát Egyesület és 1988-ban is kutatta. A barlangbejárat törmelékének kitermelése után több kis fülkét, szűkületeket találtak, amelyet tovább bontottak. A törmelékből cserépedénydarabok és csontszerszám kerültek elő, majd leálltak a további feltárással, amíg nem kapnak segítséget a régészeti kutatásban. 1990-ben Kárpát József mérte fel és szerkesztette meg alaprajz térképét keresztmetszettel, amely 1:100 méretarányban lett rajzolva.
A Kárpát József által 1991-ben írt kéziratban meg van említve Csontos-barlang (Kucsera-féle) néven. A kézirat szerint a csobánkai barlang 8 m hosszú és 3 m mély. Szerepel benne egy másik csobánkai Csontos-barlang is. Ez utóbbi a Pénzes-Csontos-barlang része, a Csontos-barlang. 1992. évi bontása alkalmával csonteszközre és cserépedény törmelékre bukkantak. Az Aragonit Barlangkutató és Természetbarát Egyesület 1992-es jelentésében olvasható az, hogy a barlang 6 m hosszú és mélysége 3 m. 1997. március 27-én Regős József felmérte és a felmérés alapján Kraus Sándor 1997. március 29-én rajzolt alaprajz térképet, amely 1:50 méretarányban készült.
1997. májusban Kraus Sándor rajzolt helyszínrajzot, amelyen a Csúcs-hegy barlangjainak földrajzi elhelyezkedése van ábrázolva. A rajzon látható a Cserepes (Csontos) névvel jelölt barlang földrajzi elhelyezkedése. Kraus Sándor 1997. évi beszámolójában az olvasható, hogy az 1997 előtt is ismert Csúcs-hegyi Cserepes-barlangnak (Csúcs-hegyi Csontos-barlang) volt már térképe 1997 előtt. 1997-ben készült el az új térképe. A jelentős barlang további kutatást igényel. A jelentésbe bekerült az 1997-es helyszínrajz. 2013. augusztus 12-től a belügyminiszter 43/2013. (VIII. 9.) BM rendelete szerint a Pest megyei, csobánkai, 4820-44 barlangkataszteri számú és 59468 lelőhely-azonosítójú Csúcs-hegyi Cserepes-barlang régészeti szempontból jelentős barlangnak minősül.